# François-Joël Thiollier
Pour les articles homonymes, voir Thiollier.
François-Joël Thiollier, né le 12 janvier 1943 à Paris, est un pianiste et musicien franco-américain.

## Biographie
Il reçoit ses premières leçons de sa mère pianiste. Il donne son premier concert à New York à l’âge de 5 ans, puis il étudie en France avec Robert Casadesus au Conservatoire national de musique à Paris de 1951 à 1953. De retour aux États-Unis, il entre dans la classe de Sascha Gorodnitzki à la Juilliard School of Music, dont il sort à l’âge record de dix-huit ans, ayant obtenu le Premier Prix en toutes matières, aussi bien universitaires que musicales.
François-Joël Thiollier a remporté huit « Grands Prix » internationaux, en particulier un 6e prix au Concours international Tchaïkovski en 1966 et un 6e prix au Concours musical international Reine Élisabeth de Belgique en 1968.
Il a été membre du jury du Concours International de Piano de Santander Paloma O’Shea en 1987.
En 1994, il est le premier à enregistrer La Parade de Maurice Ravel dans son intégrale de l'œuvre pour piano de ce dernier chez Naxos.
François-Joël Thiollier a été nommé officier des Arts et Lettres en 2003 ; il est également membre d'honneur de l'association des Amis de Maurice Ravel.

## Discographie
François-Joël Thiollier a enregistré plus de 40 disques dans un répertoire comprenant Debussy, Scriabine, Liszt, Mozart et pour RCA, Beethoven, Brahms, etc.
Il a également enregistré plus de 35 disques compacts dont :
- pour Thesis - RCA : Rachmaninov, l’Intégrale pour piano (Première Mondiale), 6 CD ;
- pour Thesis : Rachmaninoff, deuxième concerto – Gershwin, L’intégrale pour piano - Liszt, Intégrale des Lieder (3 CD) - Panorama des Mélodies Russes et « Récital Live » Rachmaninov, l’Intégrale pour piano republiée en 2003 par RCA-BMG ;
- pour Kontrapunkt, le Concerto pour piano de BUSONI ;
- pour Black Horse, une vidéo cassette « Incontri col Maestro » : La Valse de 1820 à 1920 ;
- pour Naxos :
  - Ravel, L’œuvre pour piano – 2 CD,
  - Ravel , Concertos - Falla « Nuits dans les Jardins d’Espagne » (1 CD),
  - Vincent d'Indy : « Symphonie Cévenole « - Gabriel Fauré « Ballade »(1 CD) - César Franck « Variations Symphoniques » (1 CD),
  - Debussy, L’intégrale (5 CD), déjà parus entre 1995-1999 : volume 1, 2, 3, 4. Le volume 5 est paru en 2001 et obtient le « choc de la Musique » du Monde de la Musique ;
- pour Saphir : Les Valses Viennoises, parues chez Saphir en 2001, qui obtiennent elles aussi le « choc de la Musique » du Monde de la Musique ;
- pour Grave : L’intégrale de Gershwin parue en juin 1998, Beethoven : Œuvres rares de Jeunesse 1782/1783 parue en 1999. Gouvy : Œuvres complètes pour violon et piano avec Jean-Pierre Wallez parues en 2003 pour K 617. En première mondiale la « Fantaisie pour piano et orchestre » de Max d’Ollone (Claves) «Choc de la Musique » du Monde de la Musique (octobre 2003) « Diapason d’or découverte » de la revue Diapason (novembre 2003). En 2007, pour Naxos, L'intégrale de Saint-Saens pour violoncelle et piano avec Maria Kliegel.